# Bøvågen
Bøvågen är en kyrkby i Alvers kommun i Vestland fylke i västra Norge. Orten ligger vid fylkesväg 5484, på den nordvästra delen av ön Radøy. Den utgör en del av tätorten Haugland. Här finns Hordabø kyrka.
Tidigare har orten utgjort centralort i dåvarande Hordabø kommun och därefter tillhört dåvarande Radøy kommun.